# Myotis sicarius
Myotis sicarius (Thomas, 1915) è un pipistrello della famiglia dei Vespertilionidi endemico del Subcontinente indiano.

## Descrizione

### Dimensioni
Pipistrello di medie dimensioni, con la lunghezza della testa e del corpo tra 50 e 56 mm, la lunghezza dell'avambraccio tra 48,1 e 54,6 mm, la lunghezza della coda tra 44 e 47 mm, la lunghezza del piede tra 10 e 11 mm e la lunghezza delle orecchie tra 17 e 19 mm.

### Aspetto
La pelliccia è corta, densa e molto soffice. Le parti dorsali sono marroni scure con la punta dei peli biancastra, mentre le parti inferiori sono più chiare. Il muso è ricoperto di peli, eccetto intorno agli occhi e alle narici. Le orecchie sono lunghe, strette, con il margine anteriore convesso alla base, diritto verso la punta e quello posteriore concavo sopra e convesso sotto, con un piccolo lobo basale. Il trago è lungo circa la metà del padiglione auricolare ed è dritto. Le membrane alari sono marroni, semi-trasparenti e attaccate posteriormente alla base delle dita dei piedi, i quali sono piccoli. La coda è lunga ed inclusa completamente nell'ampio uropatagio. Il calcar è lungo, con un piccolo lobo di rinforzo all'estremità.

## Biologia

### Alimentazione
Si nutre di insetti.

## Distribuzione e habitat
Questa specie è endemica degli stati indiani del Sikkim, West Bengal settentrionale e del Nepal centrale.
Vive nelle foreste montane a circa 1.350 metri di altitudine.

## Conservazione
La IUCN Red List, considerato l'areale limitato, dove la popolazione è presente in non più di 10 località e il continuo declino nell'estensione e nella qualità del proprio habitat, classifica M.sicarius come specie vulnerabile (VU).